# Stazione di Namyeong
La stazione di Namyeong (남영역 - 南營驛, Namyeong-yeok) è una stazione della metropolitana di Seul servita dalla linea 1 situata fra le stazioni di Seul e Yongsan nel quartiere di Yongsan-gu a Seul. A partire da questa stazione verso sud i treni percorrono di fatto la linea Gyeongbu.

## Struttura
La stazione è costituita da una banchina a isola che serve due binari per entrambe le direzioni, e da 6 binari di passaggio per i treni che non fermano.
| 1 | ● Linea 1 | per Guro, Incheon, Seodongtan, Cheonan e Sinchang             |
| 2 | ● Linea 1 | per Cheongnyangni, Seongbuk, Uijeongbu, Dongducheon e Soyosan |

## Stazioni adiacenti
| «       | Servizio | »       |
| Linea 1 | Linea 1  | Linea 1 |
| ------- | -------- | ------- |
| Seul    | Locale   | Yongsan |